# 芬尼猴面包树
芬尼猴面包树（学名：Adansonia rubrostipa），为锦葵科落叶乔木。当前已知8种猴面包树，其中有6种为马达加斯加特有种（含芬尼猴树）。此树为马达加斯加西部特有种，生长在巴利湾国家公园南部。 此树适合在排水能力佳的土壤生长，常见于土壤干燥的刺木林。 芬尼猴面包树出现在以下自然保护区：Amoron'i Onilahy保护区、Baie de Baly保护区、Menabe Antimena保护区、Mikea保护区、Namoroka保护区、Ranobe PK 32保护区、Tsimanampesotse保护区、Tsimembo Manambolomaty保护区、Tsinjoriake（La Table/St Augustin）保护区。
芬尼猴面包树是猴面包树最小的树种，树皮呈红色，很容易辨认。外观通常为瓶状，叶子呈齿状，果实为圆形。1909年植物学家约瑟夫·玛丽·亨利·阿尔弗雷德·佩里耶·德拉巴思首次记录该树。

## 特征

### 概述
落叶乔木，树高4-5米。树皮呈红褐色，会有脱皮现象。通常树干呈瓶形，主枝呈水平状，向上弯曲生长，有些树枝长有刺。

### 树叶
树叶生长期为11月至次年4月，由3-5片无梗小叶组成。大部分树的树叶边缘长有细齿（齿长约1毫米）。

### 花朵
花朵硕大、鲜艳、有浓郁香气。树叶茂密时（2-4月）开花。花蕾长在绿叶上，呈圆柱形，花蕾长16-28厘米，茎长1-2.5厘米。花萼由黄绿色萼片组成，萼片上有淡红色条纹。花开时萼片向后折叠并紧紧缠绕花基。花瓣呈散布状，颜色为亮黄色或橙黄色。花瓣狭长，基部膨大重叠。花瓣有一个淡黄色的雄蕊管（多个雄蕊组成的管子），雄蕊管长10厘米，直径1-1.2厘米。雄蕊管顶部有100-150根长10-12厘米的花丝，外层花丝未组成花丝束。10-20根直立花丝组成花丝束，延伸到雄蕊管顶部外约6厘米。位于雄蕊管上方的花丝束是识别芬尼猴树的特征。花朵的中央是子房，上面长满浓密的金色绒毛，花柱呈粉红色，长20-25厘米，顶端有一个红色花柱头，时间久了会变黑。黄昏时开花，开花时间不到30分钟，生殖期短。开花当晚释放花粉，花柱头会在早晨枯萎。传粉昆虫包括长喙天蛾。 

### 果实
果实在10-11月成熟，呈圆形，果壳厚4-5毫米，上面长有浓密的红褐色绒毛。种子呈肾形。

## 类群
《世界植物》（Plants of the World）将多类群的芬尼猴树用Adansonia fony Baill概括统称。Adansonia fony Baill包含两个变种：Adansonia fony var. fony和Adansonia fony var. rubrostipa。

## 栖息地
芬尼猴树适合在干燥的环境生长，需要有排水能力佳的石灰质土壤。树木生长在马达加斯加西部干燥落叶林中，也是马达加斯加南部多刺灌木丛（多刺沙漠）中的重要树种，多刺沙漠拥有全球独一无二生态系统。

## 生态威胁
主要威胁是栖息地丧失和林木砍伐。但目前种群趋势不了解。放牧可能会影响幼苗的生存。

## 著名的树

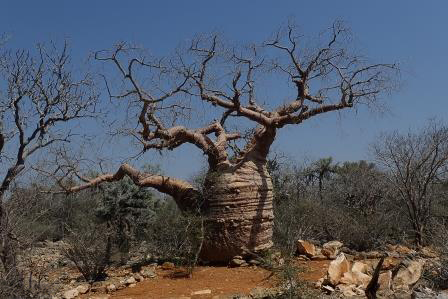
名为"祖母"的芬尼猴面包树

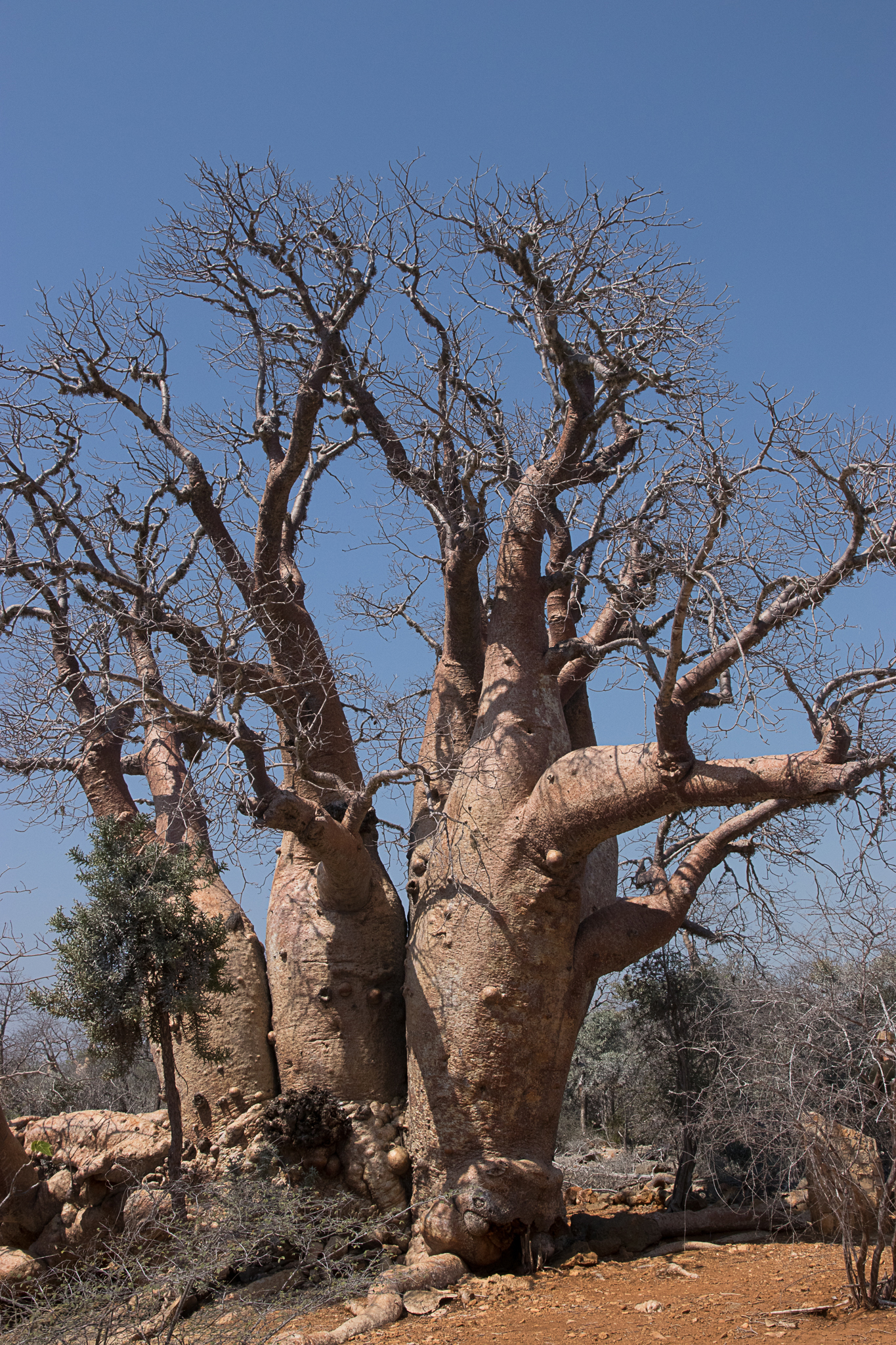
名为"一夫多妻"的芬尼猴面包树

科学家使用放射性碳定年法研究了齐马南佩楚察国家公园的两棵猴面包树。其中一棵树名为“祖母”，由3根不同年龄的树干组合而成，最老的树干估计有1,600年的历史。第二棵树名为“一夫多妻”，由六根树干融合而成，树龄估计已有1,000年。

## 树木用途
树的根、种子、果实可食用。被火烧毁的树木可用于搭建茅草屋。某些地区会砍伐树木用于生产木炭。 

### 阅读更多
- Baum, David A. . Annals of the Missouri Botanical Garden. 1995, 82 (2): 322–348. JSTOR 2399883. doi:10.2307/2399883 （英语）.